# Euroliga 2016-17
La temporada 2016-17 de la Turkish Airlines Euroleague (la máxima competición de clubes de baloncesto de Europa) se disputó del 13 de octubre de 2016 al 21 de mayo de 2017 y la organizó la Unión de Ligas Europeas de Baloncesto (ULEB).
Esta fue la 17.ª edición de la competición en la era moderna de la Euroliga y la séptima con la esponsorización de Turkish Airlines. Incluyendo la competición previa de la Copa de Europa de la FIBA, fue la 60.ª edición de la máxima competición del baloncesto masculino de clubes europeos.
Es la primera temporada que se disputó sin el formato de Top 16, se jugará una liga regular de 30 jornadas. Los ocho mejores clasificados accederán a los Playoffs (el mejor de 5 partidos) y finalmente los ganadores de las series disputarán la Final Four 2017.

## Equipos
La competición contará con 11 equipos con una licencia permanante. A ellos se unirán tres ganadores de ligas domésticas, el ganador de la Eurocup 2015-16 y una tarjeta de invitación de un año para jugar en la Euroliga.
| Liga regular            | Liga regular              | Liga regular       | Liga regular              |
| ----------------------- | ------------------------- | ------------------ | ------------------------- |
| Anadolu Efes (2º)       | Fenerbahçe (3º)           | Panathinaikos (2º) | Estrella Roja (1º)        |
| CSKA Moscú (C) (1º)     | Baskonia Vitoria (6º)     | Real Madrid (1º)   | Brose Baskets (1º)        |
| EA7 Milano (3º)         | Maccabi FOX Tel Aviv (3º) | Žalgiris (1º)      | Galatasaray Odeabank (3º) |
| FC Barcelona Lassa (2º) | Olympiacos (1º)           | UNICS Kazan (2º)   | Darüşşafaka Doğuş (4º)    |

Notas
- Los números entre paréntesis representan las posiciones de los equipos en sus respectivas ligas domésticas, representando la clasificación del equipo después de los Playoffs finales.
- Se indica con (C) el actual campeón de la competición.

1. 1 2 3 4 5 6 7 8 9 10 11  Los equipos con licencia A, tienen la participación asegurada en todas las ediciones de la Euroliga. Están basado en el ranking de clubes de la Euroleague Basketball y otras regulaciones. Tras la limitación de tres licencias A por país que la ECA Shareholders Meeting aprobó en Barcelona el 9 de julio de 2014, Unicaja, el equipo con licencia A de menor rango que participa en la Liga Endesa pierde su licencia.
2. 1 2 3  Reciben una licencia B, siendo el equipo mejor clasificado en las ligas domésticas sin una licencia A, concedida por ser el mejor equipo de la temporada 2015-16 en la liga doméstica.
3. ↑  El ganador de la Eurocup 2015-16, se le concede una licencia C. En caso de conseguir la licencia B por su clasificación en liga doméstica, se convierte en una tarjeta de invitación.
4. ↑  Los equipos que han recibido una tarjeta de invitación, son indicados con (D).

## Liga regular[3]
Actualizado a últimos partidos disputados el 7 de abril de 2017 (30.ª Jornada).
|          | Pos. | Equipos              |  | PJ | PG | PP | PF   | PC   | +/-  |
| -------- | ---- | -------------------- |  | -- | -- | -- | ---- | ---- | ---- |
| Playoffs | 1.   | Real Madrid          |  | 30 | 23 | 7  | 2585 | 2353 | 232  |
| Playoffs | 2.   | CSKA Moscú           |  | 30 | 22 | 8  | 2608 | 2355 | 253  |
| Playoffs | 3.   | Olympiacos           |  | 30 | 19 | 11 | 2330 | 2221 | 109  |
| Playoffs | 4.   | Panathinaikos        |  | 30 | 19 | 12 | 2263 | 2187 | 76   |
| Playoffs | 5.   | Fenerbahçe           |  | 30 | 18 | 12 | 2256 | 2233 | 23   |
| Playoffs | 6.   | Anadolu Efes         |  | 30 | 17 | 13 | 2472 | 2467 | 5    |
| Playoffs | 7.   | Baskonia Vitoria     |  | 30 | 17 | 13 | 2445 | 2376 | 69   |
| Playoffs | 8.   | Darüşşafaka Doğuş    |  | 30 | 16 | 14 | 2358 | 2353 | 5    |
|          | 9.   | Estrella Roja        |  | 30 | 16 | 14 | 2203 | 2196 | 7    |
|          | 10.  | Žalgiris Kaunas      |  | 30 | 14 | 16 | 2350 | 2391 | -41  |
|          | 11.  | FC Barcelona Lassa   |  | 30 | 12 | 18 | 2134 | 2232 | -98  |
|          | 12.  | Galatasaray Odeabank |  | 30 | 11 | 19 | 2345 | 2475 | -130 |
|          | 13.  | Brose Baskets        |  | 30 | 10 | 20 | 2369 | 2404 | -35  |
|          | 14.  | Maccabi FOX Tel Aviv |  | 30 | 10 | 20 | 2333 | 2493 | -160 |
|          | 15.  | UNICS Kazán          |  | 30 | 8  | 22 | 2288 | 2408 | -120 |
|          | 16.  | EA7 Milano           |  | 30 | 8  | 22 | 2411 | 2606 | -195 |

## Fase final

### Playoffs
Los Playoffs empezarán el 18 de abril y terminarán el 5 de mayo de 2017. En esta fase se juega en un formato al mejor de cinco partidos. El equipo mejor clasificado de la Liga regular juega el primer, el segundo y el quinto partido de la serie en casa.
|    | Equipo        | Serie | Equipo            | Partido 1 | Partido 2 | Partido 3 | Partido 4 | Partido 5 |
| -- | ------------- | ----- | ----------------- | --------- | --------- | --------- | --------- | --------- |
| A. | Real Madrid   | 3 – 1 | Darüşşafaka Doğuş | 83 - 75   | 80 - 84   | 88 - 81   | 89 - 78   | —         |
| B. | Panathinaikos | 0 – 3 | Fenerbahçe        | 58 - 71   | 75 - 80   | 61 - 79   | —         | —         |
| C. | Olympiacos    | 3 – 2 | Anadolu Efes      | 87 - 72   | 71 - 73   | 60 - 64   | 74 - 62   | 87 - 78   |
| D. | CSKA Moscú    | 3 – 0 | Baskonia Vitoria  | 98 - 90   | 84 - 82   | 90 - 88   | —         | —         |

### Final Four
La Final Four fue la etapa culminante de la Euroliga 2016-17, y se celebró en mayo de 2017. Las semifinales se disputaron el 19 de mayo y el partido por el campeonato se disputó el 21 de mayo. Todos los partidos se jugaron en el Sinan Erdem Dome, en Estambul, Turquía.
|  | Semifinales        | Semifinales        | Semifinales        |            |            | Final              | Final              | Final              |  |
|  | 19 de mayo de 2017 | 19 de mayo de 2017 | 19 de mayo de 2017 |            |            | 21 de mayo de 2017 | 21 de mayo de 2017 | 21 de mayo de 2017 |  |
|  |                    |                    |                    |            |            |                    |                    |                    |  |
|  |                    |                    |                    |            |            |                    |                    |                    |  |
|  | Fenerbahçe         | Fenerbahçe         | 84                 |            |            |                    |                    |                    |  |
|  | Fenerbahçe         | Fenerbahçe         | 84                 |            |            |                    |                    |                    |  |
|  | Real Madrid        | Real Madrid        | 75                 |            |            |                    |                    |                    |  |
|  | Real Madrid        | Real Madrid        | 75                 |            | Fenerbahçe | Fenerbahçe         | 80                 |                    |  |
|  |                    |                    |                    |            | Fenerbahçe | Fenerbahçe         | 80                 |                    |  |
|  |                    |                    | Olympiacos         | Olympiacos | 64         |                    |                    |                    |  |
|  | CSKA Moscú         | CSKA Moscú         | Olympiacos         | Olympiacos | 64         | 78                 |                    |                    |  |
|  | CSKA Moscú         | CSKA Moscú         |                    |            |            | 78                 |                    |                    |  |
|  | Olympiacos         | Olympiacos         | 82                 |            |            | Tercer lugar       | Tercer lugar       | Tercer lugar       |  |
|  | Olympiacos         | Olympiacos         | 82                 |            |            | Tercer lugar       | Tercer lugar       | Tercer lugar       |  |
|  |                    |                    |                    |            |            |                    |                    |                    |  |
|  |                    |                    |                    |            |            | Real Madrid        | Real Madrid        | 70                 |  |
|  |                    |                    |                    |            |            | Real Madrid        | Real Madrid        | 70                 |  |
|  |                    |                    |                    |            |            | CSKA Moscú         | CSKA Moscú         | 94                 |  |
|  |                    |                    |                    |            |            | CSKA Moscú         | CSKA Moscú         | 94                 |  |
|  |                    |                    |                    |            |            |                    |                    |                    |  |

| Campeones de la Euroleague 2016-17 |
| ---------------------------------- |
| Fenerbahçe Primer título           |

## Premios

### Quintetos Ideales[5]
| Primer Equipo      | Primer Equipo | Segundo Equipo | Segundo Equipo    |
| ------------------ | ------------- | -------------- | ----------------- |
| Sergio Llull       | Real Madrid   | Miloš Teodosić | CSKA Moscow       |
| Nando de Colo      | CSKA Moscow   | Brad Wanamaker | Darüşşafaka Doğuş |
| Bogdan Bogdanović  | Fenerbahçe    | Nicolò Melli   | Brose Bamberg     |
| Georgios Printezis | Olympiacos    | Bryant Dunston | Anadolu Efes      |
| Ekpe Udoh          | Fenerbahçe    | Gustavo Ayón   | Real Madrid       |

### MVP
- Sergio Llull ( Real Madrid)

### Premio Alphonso Ford Trophy al mejor anotador
- Keith Langford ( UNICS Kazan)[6]

### Mejor Defensor
- Ádám Hanga ( Baskonia)[7]

### Mejor Joven
- Luka Dončić ( Real Madrid)[8]